# Nawabzadi Umdatunnissa Begum
Nawabzadi Umdatunnissa Begum, född 1871, död 1912, var en indisk furstinna och regent. Hon var drottning/furstinna av Kharui Raj som gift med kung Ahmed Hassan av Kharui Raj, och regent för sin minderåriga son Sahibzadi Syeda Ehsana Akhtar mellan 1892 och 1912. Hon drev med framgång ett tre år lång rättsmål mot britterna om rätten till Banapore. 